# Alexander Wennberg
Alexander Niclas Wennberg, född 22 september 1994 i Nacka, är en svensk professionell ishockeyspelare som spelar för San José Sharks i NHL.  
Han har tidigare spelat för Seattle Kraken, Florida Panthers,  Columbus Blue Jackets och New York Rangers
Hans moderklubb är Boo IF.

## Klubblagskarriär
Wennberg valdes av Columbus Blue Jackets som 14:e spelare totalt i 2013 års NHL-draft.

## Landslagskarriär
Wennberg var med och vann silver vid junior-VM 2013 och junior-VM 2014, han var även med och vann silver vid U18-VM 2012.

## Klubbar
- Boo IF, Moderklubb,
- Djurgården Hockey, 2010–2013
- Frölunda HC, 2013–2014
- Columbus Blue Jackets, 2014–2020
- Florida Panthers, 2020–2021
- Seattle Kraken, 2021–2024
- New York Rangers, 2024
- San José Sharks, 2024-